# トクソドン
トクソドン（Toxodon、トキソドンとも）は、鮮新世後期から完新世にかけての約1,100万年前から1万1千年前の南アメリカに生息した大型草食動物で、絶滅した哺乳類の属。南蹄目・トクソドン科。南米で進化した独特の有蹄動物（午蹄中目）で、最後まで生き残った種類の一つ。学名は「弓状の歯」の意。「弓歯獣」とも呼ばれる。

## 特徴

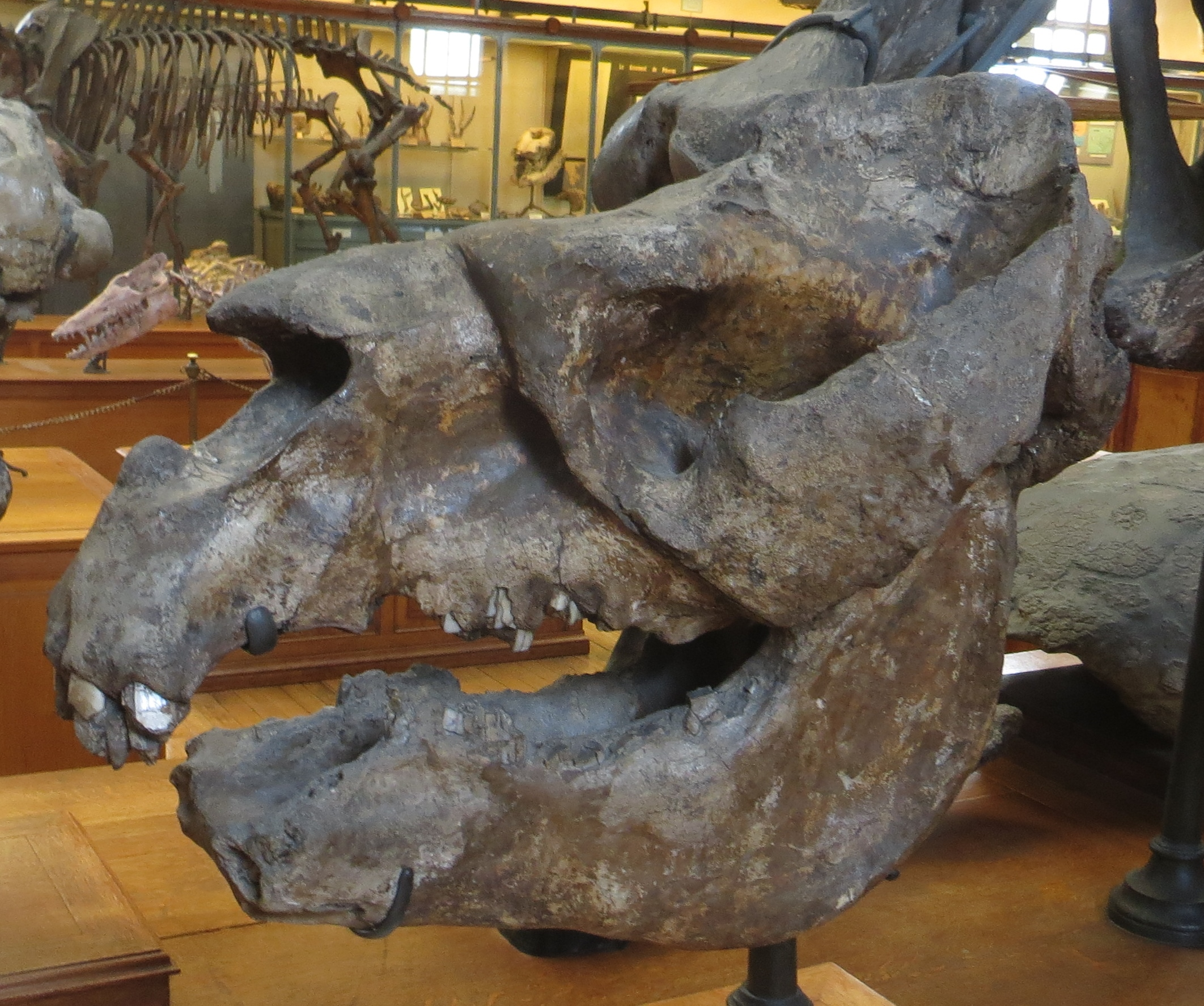
Toxodon platensisの頭骨。

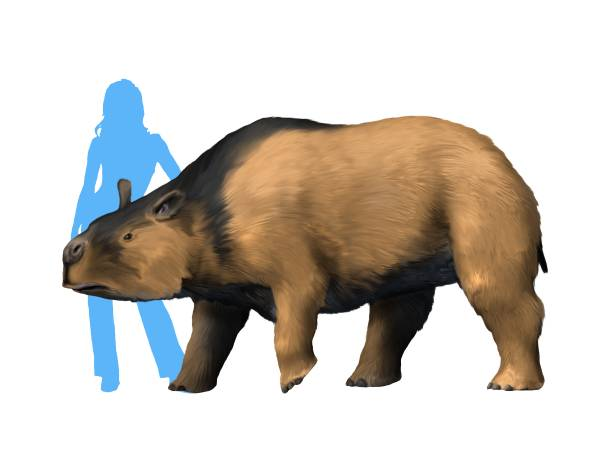
想像図と人間との大きさ比較。

体長約2.6 - 2.8m程、体高1.2 - 1.5m、体重1.4t。頭蓋には高い鼻骨を持っていたが、角はなかった。胴体はがっしりとしており、肩周囲の筋肉が特に発達していた。首も短く、骨盤は幅広い。これは重量級の哺乳類に多く見られる特徴である。四肢も太く短いが、特に前肢は短かった。蹠行性（ベタ足）であり、動きは鈍重であったであろう。四肢の先端には蹄を持つ三つの趾があったが、トクソドンが奇蹄目に属しているというわけではなく、収斂の結果である。尾も短く、全体の印象としては角の無いサイあるいはカバに似る。歯は上顎切歯がノミ状で大きく、下顎のものは前上方へと突き出していた。上顎歯列は内側に湾曲していた。これが学名の由来である。このため臼歯の歯冠は高く無根で終生伸び続けた。この歯で草と木の葉を両方食べたと思われる。

## 絶滅
トクソドンは特に南アメリカ大陸南方で繁栄していた。しかし300万年前、パナマ地峡を介して南北アメリカがつながり、奇蹄類、偶蹄類、長鼻類などが南下、トクソドンなど南米有蹄類はかれらと競合関係に陥った。多数の種が新参者との競合に敗れて絶滅していったが、トクソドン科は最後まで生き残った科の一つであり、一部は北アメリカにまで進出したがトクソドンは南アメリカに留まった。発掘された化石には人類による狩猟の痕跡がみられることから、絶滅には人類も影響していた可能性がある。

## 発見
この生物は、ビーグル号で南アメリカを訪れたダーウィンがアルゼンチンで化石を発見している。ダーウィンは、トクソドンについて「今まで発見された中で最も奇妙な動物」と表現した。同様に発見したものとしては、マクラウケニアが挙げられる。彼が持ち帰った標本は頭骨のみであったため、発達した切歯などの特徴から当初は大型の齧歯類と誤認されていた。

## 分布
化石はアルゼンチン、ウルグアイ、ボリビア、ブラジルから出土しており、パンパからアマゾン熱帯雨林に至った。

## 分子系統解析
コラーゲンの分析から、マクラウケニアは滑距目のマクラウケニアとともに、奇蹄目と姉妹群をなすことが明らかになっている。